# Hij is van mij
Hij is van mij is een nummer van het Nederlandse dj-trio Kris Kross Amsterdam en de Nederlandse zangeressen Maan en Tabitha, samen met de Nederlandse rapper Bizzey. Het werd uitgebracht op 21 december 2018 door Spinnin' Records. De music video is opgenomen bij Parc Broekhuizen in Leersum.
De tekst gaat over twee vrouwen die op dezelfde man verliefd zijn. Ze denken allebei dat hij meer van haar houdt dan van de ander. Hij is van mij is losjes gebaseerd op The Boy Is Mine van Brandy en Monica.
Het nummer bereikte de nummer 1-positie in de Nederlandse Top 40, Single Top 100 en Mega Top 50. In de Vlaamse Ultratop 50 werd alleen een plaats in de tipparade behaald. Hij is van mij staat op nummer 1 in de jaarlijst van de Single Top 100, doordat het de meest gedownloade/gestreamde single van 2019 is.

## Promotie
Kris Kross Amsterdam,  Maan, Tabitha en Bizzey brachten Hij is van mij live ten gehore in de tweede liveshow van het negende seizoen van The voice of Holland. Maan en Tabitha zongen samen het nummer bij RTL Late Night met Twan Huys.

## Hitnoteringen

### Nederlandse Top 40
| Hitnotering: 29-12-2018 t/m 01-06-2019 | Hitnotering: 29-12-2018 t/m 01-06-2019 | Hitnotering: 29-12-2018 t/m 01-06-2019 | Hitnotering: 29-12-2018 t/m 01-06-2019 | Hitnotering: 29-12-2018 t/m 01-06-2019 | Hitnotering: 29-12-2018 t/m 01-06-2019 | Hitnotering: 29-12-2018 t/m 01-06-2019 | Hitnotering: 29-12-2018 t/m 01-06-2019 | Hitnotering: 29-12-2018 t/m 01-06-2019 | Hitnotering: 29-12-2018 t/m 01-06-2019 | Hitnotering: 29-12-2018 t/m 01-06-2019 | Hitnotering: 29-12-2018 t/m 01-06-2019 | Hitnotering: 29-12-2018 t/m 01-06-2019 | Hitnotering: 29-12-2018 t/m 01-06-2019 | Hitnotering: 29-12-2018 t/m 01-06-2019 | Hitnotering: 29-12-2018 t/m 01-06-2019 | Hitnotering: 29-12-2018 t/m 01-06-2019 | Hitnotering: 29-12-2018 t/m 01-06-2019 | Hitnotering: 29-12-2018 t/m 01-06-2019 | Hitnotering: 29-12-2018 t/m 01-06-2019 | Hitnotering: 29-12-2018 t/m 01-06-2019 |
| Week:                                  | 1                                      | 2                                      | 3                                      | 4                                      | 5                                      | 6                                      | 7                                      | 8                                      | 9                                      | 10                                     | 11                                     | 12                                     | 13                                     | 14                                     | 15                                     | 16                                     | 17                                     | 18                                     | 19                                     | 20                                     |
| -------------------------------------- | -------------------------------------- | -------------------------------------- | -------------------------------------- | -------------------------------------- | -------------------------------------- | -------------------------------------- | -------------------------------------- | -------------------------------------- | -------------------------------------- | -------------------------------------- | -------------------------------------- | -------------------------------------- | -------------------------------------- | -------------------------------------- | -------------------------------------- | -------------------------------------- | -------------------------------------- | -------------------------------------- | -------------------------------------- | -------------------------------------- |
| Positie:                               | 32                                     | 14                                     | 8                                      | 5                                      | 3                                      | 2                                      | 1                                      | 1                                      | 1                                      | 1                                      | 1                                      | 1                                      | 1                                      | 2                                      | 4                                      | 6                                      | 8                                      | 8                                      | 11                                     | 13                                     |
| Week:                                  | 21                                     | 22                                     | 23                                     |                                        |                                        |                                        |                                        |                                        |                                        |                                        |                                        |                                        |                                        |                                        |                                        |                                        |                                        |                                        |                                        |                                        |
| Positie:                               | 22                                     | 26                                     | 36                                     | uit                                    |                                        |                                        |                                        |                                        |                                        |                                        |                                        |                                        |                                        |                                        |                                        |                                        |                                        |                                        |                                        |                                        |

### NederlandseSingle Top 100
| Hitnotering: 29-12-2018 t/m 09-05-2020 | Hitnotering: 29-12-2018 t/m 09-05-2020 | Hitnotering: 29-12-2018 t/m 09-05-2020 | Hitnotering: 29-12-2018 t/m 09-05-2020 | Hitnotering: 29-12-2018 t/m 09-05-2020 | Hitnotering: 29-12-2018 t/m 09-05-2020 | Hitnotering: 29-12-2018 t/m 09-05-2020 | Hitnotering: 29-12-2018 t/m 09-05-2020 | Hitnotering: 29-12-2018 t/m 09-05-2020 | Hitnotering: 29-12-2018 t/m 09-05-2020 | Hitnotering: 29-12-2018 t/m 09-05-2020 | Hitnotering: 29-12-2018 t/m 09-05-2020 | Hitnotering: 29-12-2018 t/m 09-05-2020 | Hitnotering: 29-12-2018 t/m 09-05-2020 | Hitnotering: 29-12-2018 t/m 09-05-2020 | Hitnotering: 29-12-2018 t/m 09-05-2020 | Hitnotering: 29-12-2018 t/m 09-05-2020 | Hitnotering: 29-12-2018 t/m 09-05-2020 | Hitnotering: 29-12-2018 t/m 09-05-2020 | Hitnotering: 29-12-2018 t/m 09-05-2020 | Hitnotering: 29-12-2018 t/m 09-05-2020 |
| Week:                                  | 1                                      | 2                                      | 3                                      | 4                                      | 5                                      | 6                                      | 7                                      | 8                                      | 9                                      | 10                                     | 11                                     | 12                                     | 13                                     | 14                                     | 15                                     | 16                                     | 17                                     | 18                                     | 19                                     | 20                                     |
| -------------------------------------- | -------------------------------------- | -------------------------------------- | -------------------------------------- | -------------------------------------- | -------------------------------------- | -------------------------------------- | -------------------------------------- | -------------------------------------- | -------------------------------------- | -------------------------------------- | -------------------------------------- | -------------------------------------- | -------------------------------------- | -------------------------------------- | -------------------------------------- | -------------------------------------- | -------------------------------------- | -------------------------------------- | -------------------------------------- | -------------------------------------- |
| Positie:                               | 16                                     | 3                                      | 1                                      | 1                                      | 1                                      | 1                                      | 1                                      | 2                                      | 1                                      | 1                                      | 2                                      | 2                                      | 2                                      | 2                                      | 3                                      | 5                                      | 7                                      | 5                                      | 6                                      | 9                                      |
| Week:                                  | 21                                     | 22                                     | 23                                     | 24                                     | 25                                     | 26                                     | 27                                     | 28                                     | 29                                     | 30                                     | 31                                     | 32                                     | 33                                     | 34                                     | 35                                     | 36                                     | 37                                     | 38                                     | 39                                     | 40                                     |
| Positie:                               | 14                                     | 15                                     | 17                                     | 17                                     | 19                                     | 19                                     | 23                                     | 26                                     | 24                                     | 29                                     | 27                                     | 30                                     | 31                                     | 35                                     | 38                                     | 37                                     | 39                                     | 46                                     | 44                                     | 47                                     |
| Week:                                  | 41                                     | 42                                     | 43                                     | 44                                     | 45                                     | 46                                     | 47                                     | 48                                     | 49                                     | 50                                     | 51                                     | 52                                     | 53                                     | 54                                     | 55                                     | 56                                     | 57                                     | 58                                     | 59                                     | 60                                     |
| Positie:                               | 50                                     | 62                                     | 59                                     | 61                                     | 80                                     | 84                                     | 81                                     | 74                                     | 77                                     | 71                                     | 42                                     | 65                                     | 100                                    | 50                                     | 57                                     | 67                                     | 72                                     | 71                                     | 70                                     | 70                                     |
| Week:                                  | 61                                     | 62                                     | 63                                     | 64                                     | 65                                     | 66                                     | 67                                     | 68                                     | 69                                     | 70                                     | 71                                     | 72                                     |                                        |                                        |                                        |                                        |                                        |                                        |                                        |                                        |
| Positie:                               | 70                                     | 68                                     | 78                                     | 82                                     | 86                                     | 80                                     | 83                                     | 90                                     | 89                                     | 94                                     | 88                                     | 94                                     | uit                                    |                                        |                                        |                                        |                                        |                                        |                                        |                                        |

### NederlandseMega Top 50
| Hitnotering: 29-12-2018 t/m 17-08-2019 | Hitnotering: 29-12-2018 t/m 17-08-2019 | Hitnotering: 29-12-2018 t/m 17-08-2019 | Hitnotering: 29-12-2018 t/m 17-08-2019 | Hitnotering: 29-12-2018 t/m 17-08-2019 | Hitnotering: 29-12-2018 t/m 17-08-2019 | Hitnotering: 29-12-2018 t/m 17-08-2019 | Hitnotering: 29-12-2018 t/m 17-08-2019 | Hitnotering: 29-12-2018 t/m 17-08-2019 | Hitnotering: 29-12-2018 t/m 17-08-2019 | Hitnotering: 29-12-2018 t/m 17-08-2019 | Hitnotering: 29-12-2018 t/m 17-08-2019 | Hitnotering: 29-12-2018 t/m 17-08-2019 | Hitnotering: 29-12-2018 t/m 17-08-2019 | Hitnotering: 29-12-2018 t/m 17-08-2019 | Hitnotering: 29-12-2018 t/m 17-08-2019 | Hitnotering: 29-12-2018 t/m 17-08-2019 | Hitnotering: 29-12-2018 t/m 17-08-2019 | Hitnotering: 29-12-2018 t/m 17-08-2019 | Hitnotering: 29-12-2018 t/m 17-08-2019 | Hitnotering: 29-12-2018 t/m 17-08-2019 |
| Week:                                  | 1                                      | 2                                      | 3                                      | 4                                      | 5                                      | 6                                      | 7                                      | 8                                      | 9                                      | 10                                     | 11                                     | 12                                     | 13                                     | 14                                     | 15                                     | 16                                     | 17                                     | 18                                     | 19                                     | 20                                     |
| -------------------------------------- | -------------------------------------- | -------------------------------------- | -------------------------------------- | -------------------------------------- | -------------------------------------- | -------------------------------------- | -------------------------------------- | -------------------------------------- | -------------------------------------- | -------------------------------------- | -------------------------------------- | -------------------------------------- | -------------------------------------- | -------------------------------------- | -------------------------------------- | -------------------------------------- | -------------------------------------- | -------------------------------------- | -------------------------------------- | -------------------------------------- |
| Positie:                               | 35                                     | 12                                     | 5                                      | 4                                      | 1                                      | 1                                      | 1                                      | 2                                      | 2                                      | 2                                      | 1                                      | 1                                      | 1                                      | 2                                      | 3                                      | 4                                      | 5                                      | 5                                      | 9                                      | 10                                     |
| Week:                                  | 21                                     | 22                                     | 23                                     | 24                                     | 25                                     | 26                                     | 27                                     | 28                                     | 29                                     | 30                                     | 31                                     | 32                                     | 33                                     | 34                                     |                                        |                                        |                                        |                                        |                                        |                                        |
| Positie:                               | 16                                     | 24                                     | 28                                     | 28                                     | 29                                     | 29                                     | 30                                     | 30                                     | 31                                     | 32                                     | 41                                     | 44                                     | 44                                     | 47                                     | uit                                    |                                        |                                        |                                        |                                        |                                        |